# Đorđe Milićević
Đorđe Milićević, cyr. Ђорђе Милићевић (ur. 29 września 1978 w Valjevie) – serbski polityk, działacz Socjalistycznej Partii Serbii, poseł do Zgromadzenia Narodowego, od 2022 minister.

## Życiorys
Z wykształcenia ekonomista, zajmował się zawodowo dziennikarstwem. W 1996 wstąpił do Socjalistycznej Partii Serbii, w 2002 stanął na czele jej organizacji w Valjevie. W 2007 został rzecznikiem zarządu głównego SPS, a później jego wiceprzewodniczącym. Od 2004 kilkakrotnie wybierany na radnego rodzinnej miejscowości.
W 2008 po raz pierwszy uzyskał mandat posła do Zgromadzenia Narodowego. Wybierany na deputowanego także w wyborach w 2012, 2014, 2016, 2020 i 2022. Był m.in. wiceprzewodniczącym serbskiego parlamentu i przewodniczącym frakcji poselskiej socjalistów.
W październiku 2022 dołączył do powołanego wówczas trzeciego rządu Any Brnabić, obejmując w nim stanowisko ministra bez teki. Pozostał na tej funkcji w utworzonym w maju 2024 gabinecie Miloša Vučevicia. W związku z tą nominacją nie przystąpił do wykonywania zwolnionego mandatu poselskiego w parlamencie wyłonionym w wyborach w 2023. Utrzymał dotychczasowe stanowisko ministerialne także w powołanym w kwietniu 2025 rządzie Đura Macuta.